# Indotritia paulyi
Indotritia paulyi är en kvalsterart som beskrevs av Wojciech Niedbała 1998. Indotritia paulyi ingår i släktet Indotritia och familjen Oribotritiidae. Inga underarter finns listade i Catalogue of Life.